# Heinrich Widmann
Heinrich Widmann OSB (* 13. November 1689 in Straubing; † 14. Oktober 1758 in Mallersdorf) war ein deutscher Benediktiner, Abt im Kloster Mallersdorf und Professor der Philosophie an der Universität Erfurt.

## Biografie
Heinrich Widmann legte am 28. Oktober 1710 in Kloster Mallersdorf seine Profess ab und erhielt hier seine philosophische und theologische Ausbildung unter Johannes Evangelist Rottner. Nach der Priesterweihe 1714 wurde er zunächst in der Seelsorge in den vom Kloster betreuten Kirchen eingesetzt. In dieser Zeit machte er sich bereits einen Namen als hervorragender Prediger. Anschließend wurden ihm Ämter im Kloster übertragen, bevor er in der Regensburger Schottenabtei Sankt Jakob die Stelle des Direktors im Seminar für die adlige Jugend übernahm.
Im Jahr 1723 erhielt er an der Philosophischen Fakultät der Universität Erfurt die außerordentliche Professur für Philosophie und im Jahr 1726 die zweite ordentliche Professur für Philosophie (Moral) und war auch Dekan der Fakultät. Die Tätigkeit in Erfurt verdankte sich wohl dem Regensburger Schottenkloster, das mit der Universität über das dortige Schottenkloster verbunden war und Mönche zu Studium der Philosophie und Theologie und zur Übernahme von Professuren an der Philosophischen Fakultät nach Erfurt schickte. Wie seiner Vorgänger aus dem Regensburger Schottenkloster hielt auch Heinrich Widmann seine öffentlichen Vorlesungen im Auditorium des Erfurter Schottenklosters.
Als Heinrich Widmann 1728 nach Mallersdorf zurückkehrte, übernahm er im Kloster das Amt des Priors. Am 5. August 1732 wurde er schließlich zum Abt von Kloster Mallersdorf gewählt. In seiner Amtszeit erfolgt die barocke Neugestaltung der Klosterkirche und der Ausbau der Klostergebäude. In dieser Zeit beherbergte Kloster Mallersdorf das gemeinsame Noviziat und Studium der Bayerischen Benediktinerkongregation. In der Kongregation bekleidete Abt Heinrich Widmann das Amt eines Visitators.
Abt Heinrich Widmann starb am 14. Oktober 1758 an den Folgen eines schweren Sturzes, der sich bereits im April ereignet hatte. Die Lob- und Leichenrede auf den Verstorbenen, die in Regensburg publiziert wurde, hielt Abt Petrus Gerl von Kloster Prüfening, der wie Heinrich Widmann aus Straubing stammte.

## Werke (in Auswahl)

### Theologie und Philosophie
- Dissertatio theologica de poenitentia ad mentem SS. Anselmi & Thomae, publicae disputationi expostia, in Monasterio ad Montem S. Joannis Apost. & Evangelistae Mallerstrophiensi Congregat. Benedictino-Bavaricae. praeside Joanne Evangelista Rottner defendentibus Henrico Widman et Ernesto Schmid, München 1714.
- Monile animae rationalis sive libertas, Erfurt 1728.

### Predigten
- Der von götlicher Gnad ausgeschmückte seidene Busch, nemlich Johann Georg Seidenbusch 64-jähriger Priester. Leich Sermon, Regensburg 1730.
- Daß Bey Tag und Nacht hellschimmernde Nunmehro Durch Tods-Wolcken verhüllte Sternen-Licht, Weyland Der Hochwürdige Hoch- und Wohlgebohrne Herr, Herr Bernardus de Baillie, Des … Closters Ord. St. Bened. derer Schotten zu St. Jacob in Regenspurg Ruhmwürdigster Abbt … Bey dessen den 27. May 1743. gehaltenen Dreyßigst Durch Eine Lob- und Trauer-Rede einem hochansehnlichen Auditorio Vorgezeiget, Stadt am Hof 1744.
- Die Frucht-volle Reben der glorwürdigste Blut-Zeug Joannes Nepomucenus, Regensburg 1744.
- Zwei laut tönende Trompeten, d.i. heiliges Leben der 2 Diener Gottes Fidelis Mart. und Joseph von Leonissa, Ordin. Capucin., Straubing 1747.
- Die Durch den Hohen Todtfall Weyland Des Hochgebohrnen Herrn Herrn Josephi Ferdinand. Maximilian. Des Heil. Röm. Reichs Grafen von Leublfing … Den 1. Septembr. und dises Monaths 1. Sonntag, als an dem Fest der H. H. Schutz-Englen Anno 1748. Zerbrochene Hochgräfliche Wappen-Gewichter Bey der Besingnuß des gehaltenen 30.igisten den 16. September Einem Hoch-Adelichen und Volckreichen Auditorio auf offentlicher Traur-Cantzel vorgewisen, Und auf widerholtes Verlangen in Druck gegeben, Regensburg 1748.
- Der Von Gott gecrönte, und seinen Gott hinwider crönende Hoche Priester Nemlich ... Herr Dominicus Des schon über das zehende Saeculum zehlenden exempten Closters Ober-Altaich Ord. S. Benedicti Würdigister Abbt … Bey den Hochen Festin seiner anderten Ordens-Profession Auf offentlicher Cantzel … Den 24. Octobris am 21. Sonntag nach Pfingsten Anno 1751. … vorgestellt, Straubing 1752.